# Liparis vexillifera
Liparis vexillifera är en orkidéart som först beskrevs av Juan José Martinez de Lexarza, och fick sitt nu gällande namn av Célestin Alfred Cogniaux. Liparis vexillifera ingår i släktet gulyxnen, och familjen orkidéer. Inga underarter finns listade i Catalogue of Life.